# Maurice White (album)
Maurice White is het eerste en enige solo-album van Maurice White, zanger en oprichter van de band Earth, Wind & Fire. Het verscheen in april 1985 - toen EWF tijdelijk uit elkaar was - en haalde de 61e plaats in de Amerikaanse albumlijst. In Nederland kwam het album tot een 35e plaats. 
Maurice White bracht drie singles voort; I Need You (in 1986 gebruikt voor de soundtrack van de film Armed and Dangerous), een EWF-achtige cover van Ben E. King's Stand by Me en Lady is Love. Onder andere saxofonist Gerald Albright, toetsenist Greg Phillinganes en percussionist Paulinho da Costa verleenden hun medewerking. Pianist Ramsey Lewis, voormalig mentor van White, schreef de liner notes.      
In 2001 verscheen de geremasterde cd-heruitgave met vier bonustracks.

## Tracklijst
| Nr. | Titel                | Duur |
| --- | -------------------- | ---- |
| 1.  | Switch on Your Radio | 4:18 |
| 2.  | Jamboree             | 3:26 |
| 3.  | Stand by Me          | 4:09 |
| 4.  | Sea of Glass         | 0:43 |
| 5.  | I Need You           | 4:34 |

| Nr. | Titel              | Duur |
| --- | ------------------ | ---- |
| 6.  | Believe in Magic   | 4:35 |
| 7.  | Lady Is Love       | 5:05 |
| 8.  | Invitation         | 3:55 |
| 9.  | The Sleeping Flame | 2:02 |
| 10. | Children of Afrika | 4:38 |
| 11. | Alpha Dance        | 1:19 |

### Heruitgave 2001
| Nr. | Titel                   | Duur |
| --- | ----------------------- | ---- |
| 1.  | Switch on Your Radio    | 4:18 |
| 2.  | Jamboree                | 3:26 |
| 3.  | Stand by Me             | 4:09 |
| 4.  | Sea of Glass            | 0:43 |
| 5.  | I Need You              | 4:34 |
| 6.  | Believe in Magic        | 4:35 |
| 7.  | Lady Is Love            | 5:05 |
| 8.  | Invitation              | 3:55 |
| 9.  | The Sleeping Flame      | 2:02 |
| 10. | Children of Afrika      | 4:38 |
| 11. | Alpha Dance             | 1:19 |
| 12. | Life (freedom mix)      | 0:57 |
| 13. | Life                    | 3:56 |
| 14. | Adventures of the Heart | 2:34 |
| 15. | Sam the Jam             | 0:18 |